# Флюгген, Гисберт

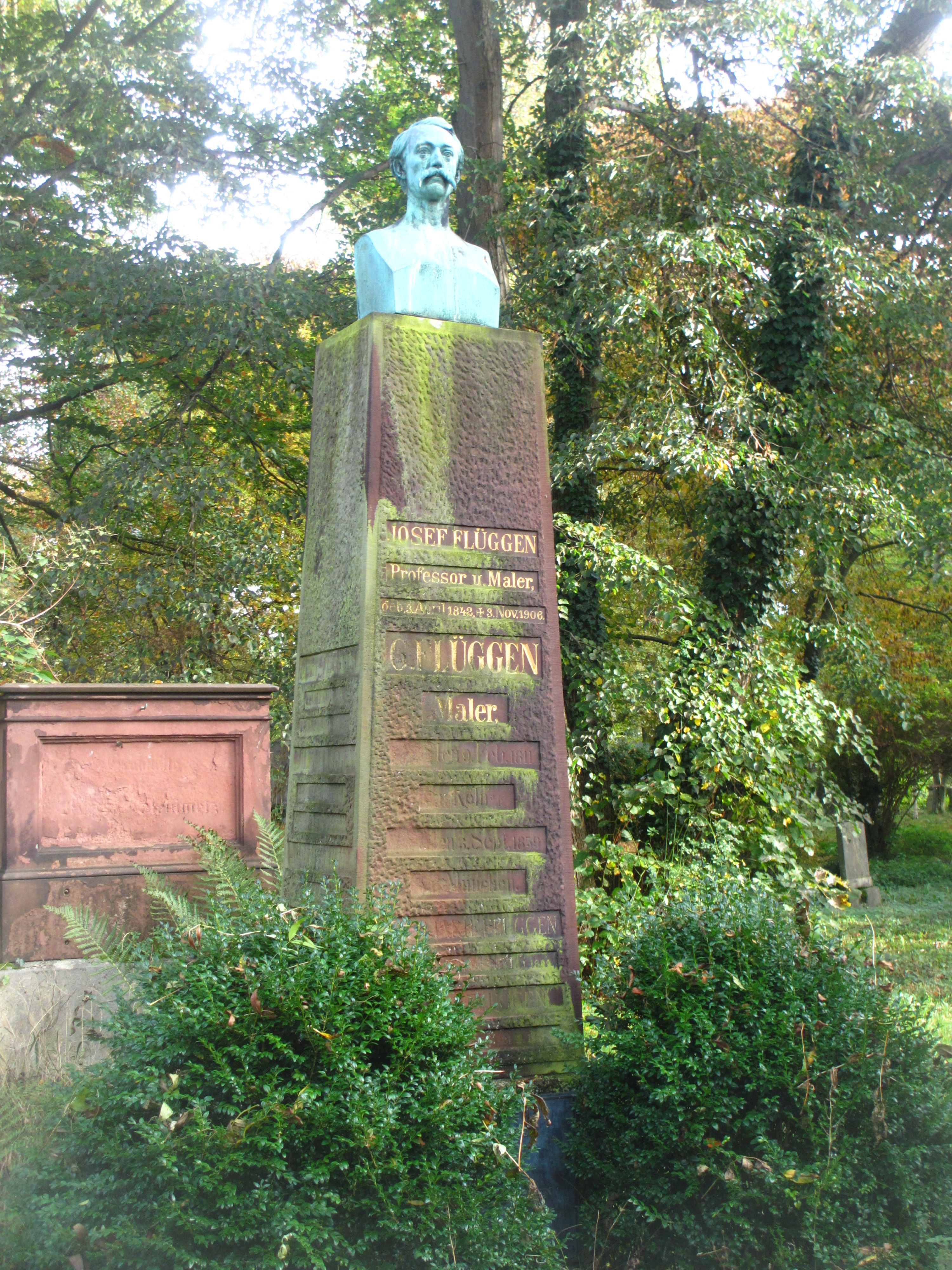
Памятник на могиле Г. Флюггена

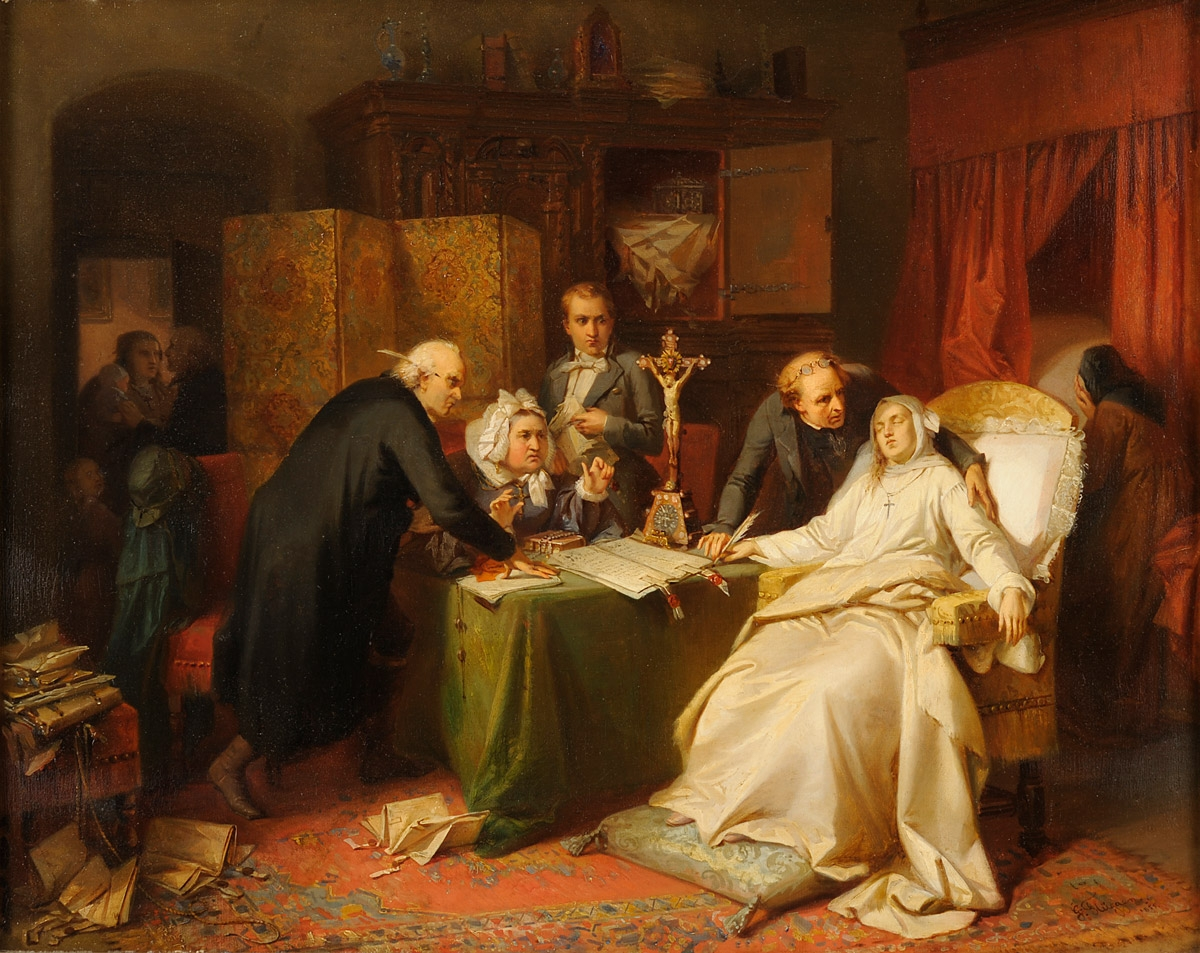
Претенденты на наследство

Гисберт Иполит Август Флюгген (нем. Gisbert Flüggen; 9 февраля 1811, Кёльн — 3 сентября 1859, Мюнхен, Пруссия) — немецкий художник.

## Биография
Родился в бедной семье. Ещё мальчиком поступил на фабрику галантерейных товаров и работал там до 1833 г., когда неожиданно полученное наследство дало ему возможность отправиться в Мюнхен и заняться в академии изящных искусств основательным изучением живописи, к которой он чувствовал влечение с самого детства. Позже окончил Дюссельдорфскую академию художеств.
С 1835 г. жил и творил в Мюнхене до самой своей смерти. Художника сравнивали с профессором живописи Дейвидом Уилки.
Автор жанровых полотен с изображением сцен из быта среднего класса немецкого общества, по большей части подкрашенное социальной тенденцией или моралью. Картины его отличаются занимательностью содержания, искусной группировкой фигур, их характерностью, разнообразием и жизненностью экспрессии и старательной законченностью технического исполнения. Некоторые из них так нравились публике, что художнику приходилось повторять их по нескольку раз.
К числу лучших его произведений относят:
- «Прерванное заключение свадебного контракта» (1840),
- «Несчастный игрок» (1841),
- «Неудачное супружество» (1844),
- «Конец судебной тяжбы» (1847),
- «Претенденты на наследство, обманувшиеся в своей надежде» (1848)
- «Опись имущества» (1854).

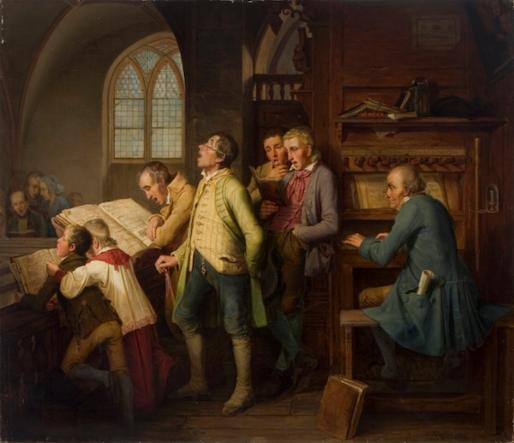
Хор
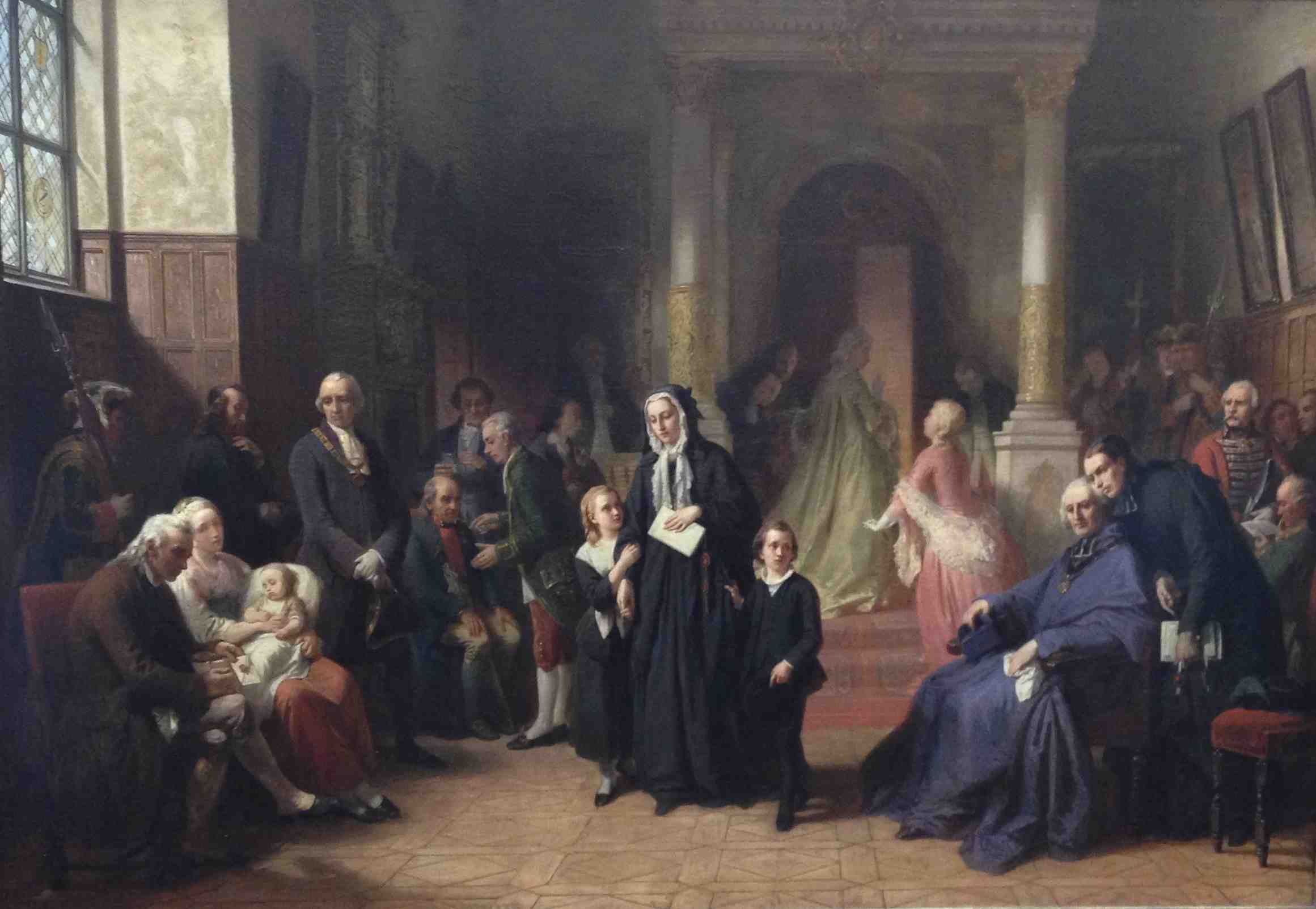
В приёмной принца
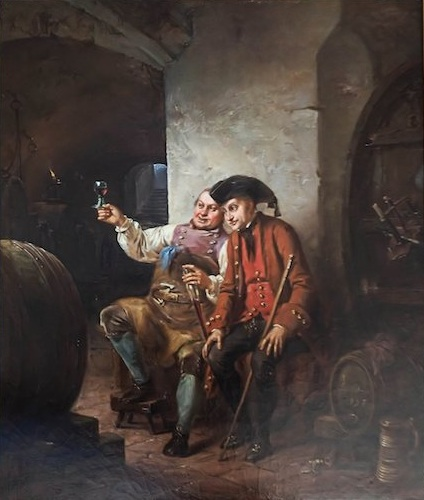
Дегустация вин

Его сын художник Йозеф Флюгген (1842—1906).
Похоронен на Старом южном кладбище Мюнхена.

## Память
- В его честь в Мюнхене названа улица Флюггенштрассе.